# Шабат, Борис Владимирович
Бори́с Влади́мирович Шаба́т (9 июля 1917, Москва — 23 июля 1987, Ворогово, Красноярский край) — советский математик, доктор физико-математических наук (1961), профессор (1963).

## Биография
Родился в Москве перед Великой Октябрьской революцией, в семье Владимира Абрамовича Шабата и Ефросиньи Николаевны Соловьёвой. В 1935 году поступил на механико-математический факультет Московского университета. В 1940 году окончил Московский государственный университет, ученик М. А. Лаврентьева.
Участник Великой Отечественной войны. Ещё до войны Борис Владимирович стал инвалидом (утратил правую ступню) и призыву не подлежал, но «обманул» военкомов и пошёл воевать добровольцем. Воевал в составе 8-й дивизии народного ополчения под Вязьмой и Можайском, демобилизован в конце октября 1941 года.
В 1944—1957 годах работал в Московском энергетическом институте, с 1952 года работал в издательстве «Мир», с 1957 года — также в МГУ.
Автор трудов по теории функций комплексного переменного и её приложениям. В числе его печатных работ монография «Распределение значений голоморфных отображений», «Методы теории функций комплексного переменного» (совместно с М. А. Лаврентьевым) и учебные пособия «Введение в комплексный анализ», «Функции комплексного переменного и некоторые их приложения» (совместно с Б. А. Фуксом).
Похоронен на Ваганьковском кладбище.

## Семья
- Первая жена — Елена Александровна Макарова (1917—1995), старший научный сотрудник Государственного астрономического института им. П. К. Штернберга[5][6].
  - Сын — Алексей Борисович Шабат (1937—2020), математик, доктор физико-математических наук, специалист в области теории интегрируемых систем[7]
- Вторая жена — Марианна Цезаревна Шабат (урождённая Рысс, 1922—2009), лингвист, лексикограф, дочь учёного в области юриспруденции и экономики Цезаря Георгиевича Рысса.
  - Дочь — Елена Борисовна Шабат (1947—2004), математик.
  - Сын — Георгий Борисович Шабат (род. 1952), математик, доктор физико-математических наук, специалист в области алгебраической геометрии[8].